# Úttörőmozgalom

Az Úttörőmozgalom emblémája 1957 és 1995 között

Kisdobosembléma

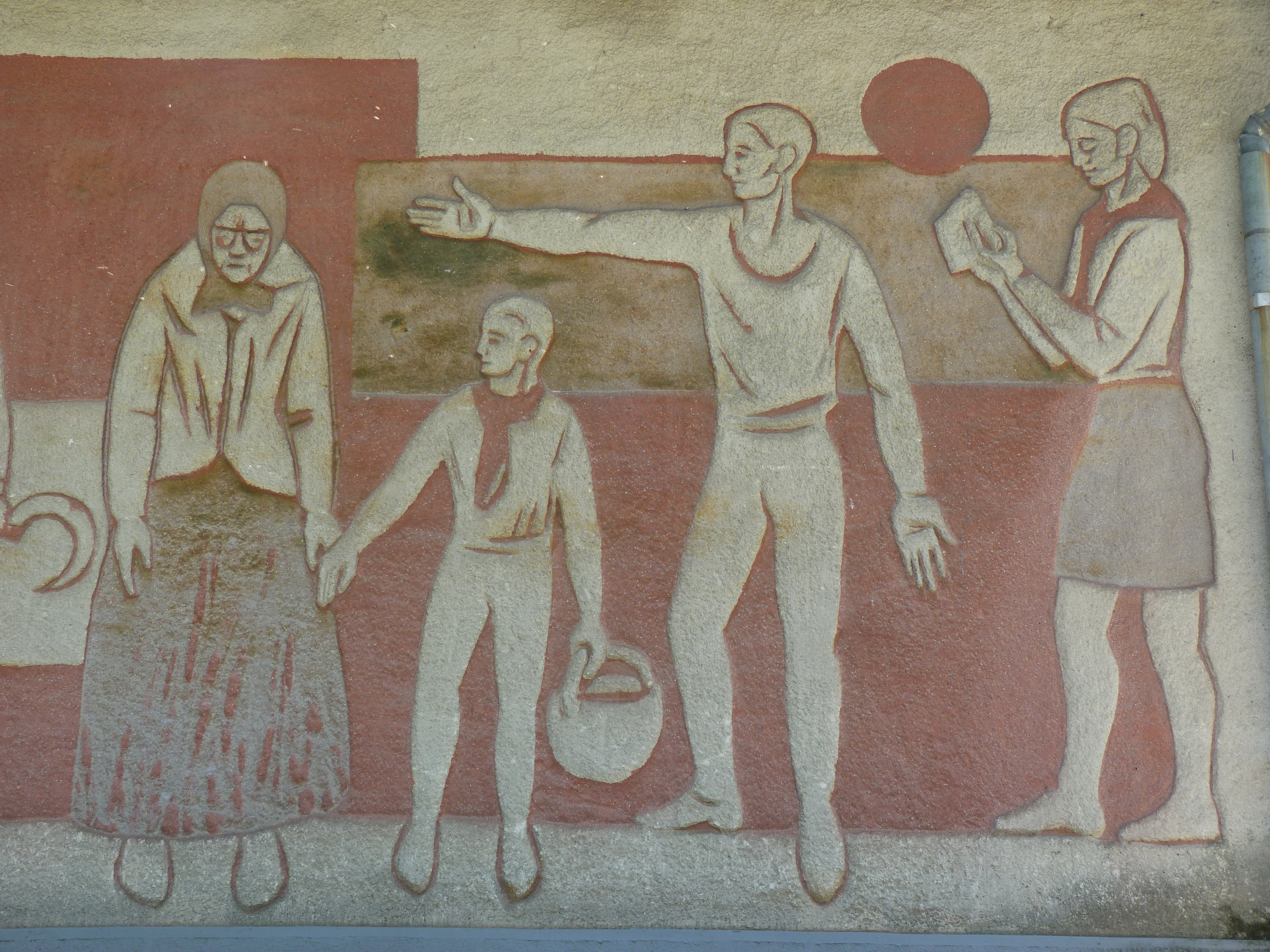
Úttörők – Tokaji Úttörőtábor

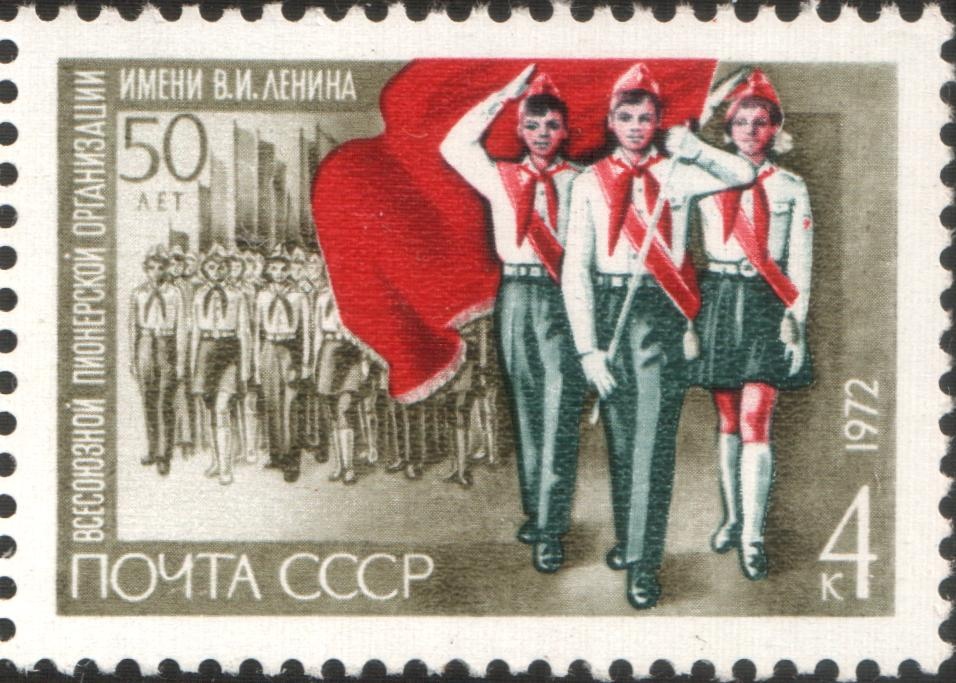
Pionírok szovjet bélyegen, 1972

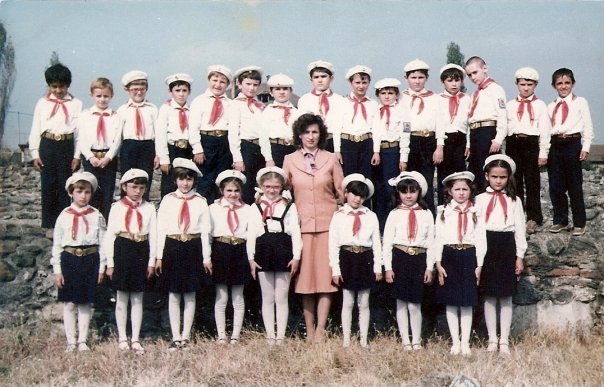
Román úttörőcsapat, 1986

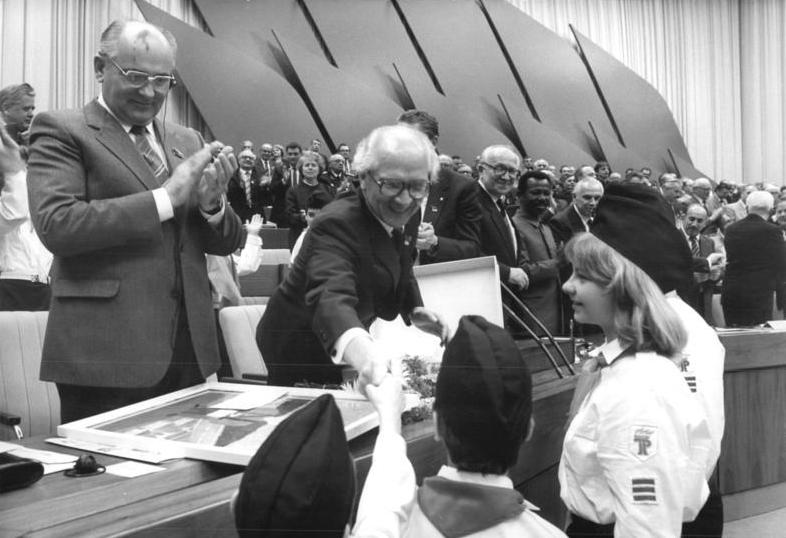
NDK-beli úttörők köszöntik a szovjet és keletnémet kommunista pártvezéreket, Gorbacsovot és Honeckert 1986-ban

Az úttörőmozgalom (oroszul: пионе́рское движе́ние) a különböző országokban létező, a kommunista párt által működtetett gyermekszervezetek gyűjtőneve. Az első úttörőszervezet 1922-ben jött létre a Szovjetunióban, ahol az orosz cserkészmozgalmat vették alapul.
Az úttörő Magyarországon szociáldemokrata-kommunista befolyás alatt szerveződött, mára demokratikusan és közhasznúan működő – gyermekmozgalom tagja. A magyar úttörők szervezete sokáig befolyásos tagja volt a pionírmozgalmak nemzetközi szervezetének, a CIMEA-nak, ma erősek kapcsolatai a nemzetközi Sólyom Szövetséggel (ez a szociáldemokrata serdülőszervezetek nemzetközi ernyőszervezete).

## A Magyar Úttörők Szövetsége
A „a gyermekek önkéntes tömegszervezeti tömörülése” a Magyar Demokratikus Ifjúsági Szövetség ernyője alatt alakult meg 1945-ben. 1946 és 1948 között a kommunisták nagy számban beépültek a cserkészek közé, előkészítve azok demokratikus jogutódának, a fasizmussal való kollaboráció vádjától mentes, Karácsony Sándor elnökölte Magyar Cserkészfiúk Szövetségének 1948-as beolvasztását az úttörőmozgalomba. 1948. július 31-én, a Gyermekvasút első szakaszának átadásakor egyesítették a Magyar Úttörők Szövetségét a cserkészmozgalommal. Az egyesülést elutasító cserkészcsapatokat megszüntették. 1948. szeptemberétől minden általános iskolában úttörőcsapatokat kellett alapítani. A szocializmus alatt az iskolás gyermekek túlnyomó többsége a tagja volt ennek a szervezetnek, amelyben a kommunista ideológiai nevelés döntő szerepet játszott, de emellett a serdülősport, a gyerek-közművelődés (pl. gyermekszínjátszó fesztiválok), valamint a technikai nevelés bázisa volt. A cserkészmozgalomból sok motívumot felhasználtak (őrs, raj, csapat, egyenruha, táborozások, próbák stb.), de az úttörőmozgalmat az új politikai berendezkedés céljaira, a kommunista ideológia terjesztésére használták fel. Az úttörőmozgalom deklarált célja sokáig az volt, hogy tagjait „a haza és a párt iránti szeretetre és hűségre, proletár nemzetköziségre” nevelje. Sajátos, hogy 1986-ban az MSZMP vezetése kérte, hogy az alapszabályból töröljék a „Párt gyermekszervezete” toposzt. Normái az 1848-as hagyományokat idéző 12 pontban jelentek meg, mely értéklista többször érzékenyen változott, követve a mozgalom fősodorvonalának mozgását.

## Kapcsolódó lapok
- Úttörőinduló